# Harpesaurus tricinctus
Harpesaurus tricinctus är en ödleart som beskrevs av Duméril 1851. Harpesaurus tricinctus ingår i släktet Harpesaurus och familjen agamer. Inga underarter finns listade i Catalogue of Life.
Arten förekommer på Java och kanske även på Borneo. Honor lägger ägg.